# Kabinett Tanaka II (2. Umbildung)
| Amt | Name              | Partei | Faktion  |
| --- | ----------------- | ------ | -------- |
| Premierminister | Tanaka Kakuei     | LDP    | (Tanaka) |
| Justizminister | Hamano Seigo      | LDP    | Shiina   |
| Außenminister | Kimura Toshio     | LDP    | —        |
| Finanzminister | Ōhira Masayoshi   | LDP    | Ōhira    |
| Bildungsminister | Mihara Asao       | LDP    | Mizuta   |
| Gesundheits- und Sozialminister                                                                                                  | Fukunaga Kenji    | LDP    | Ōhira    |
| Minister für Landwirtschaft und Forsten                                                                                          | Kuraishi Tadao    | LDP    | Fukuda   |
| Minister für Internationalen Handel und Industrie                                                                                | Nakasone Yasuhiro | LDP    | Nakasone |
| Verkehrsminister | Etō Akira         | LDP    | Tanaka   |
| Postminister | Kashima Toshio    | LDP    | Mizuta   |
| Arbeitsminister | Ōkubo Takeo       | LDP    | Ōhira    |
| Bauminister | Ozawa Tatsuo      | LDP    | Tanaka   |
| Innenminister Vorsitzender der Nationalen Kommission für Öffentliche Sicherheit Leiter der Behörde für die Entwicklung Hokkaidōs | Fukuda Hajime     | LDP    | Funada   |
| Chefkabinettssekretär | Takeshita Noboru  | LDP    | Tanaka   |
| Leiter des Amts des Premierministers Leiter der Behörde für die Entwicklung Okinawas                                             | Kosaka Tokusaburō | LDP    | —        |
| Leiter der Behörde für Verwaltungsaufsicht                                                                                       | Hosoda Kichizō    | LDP    | Fukuda   |
| Leiter der Verteidigungsbehörde                                                                                                  | Uno Sōsuke        | LDP    | Nakasone |
| Leiter des Wirtschaftsplanungsamts                                                                                               | Kuranari Tadashi  | LDP    | Nakasone |
| Leiter der Behörde für Wissenschaft und Technologie                                                                              | Adachi Tokurō     | LDP    | Tanaka   |
| Leiter der Umweltbehörde | Mōri Matsuhei     | LDP    | Miki     |
| Leiter der Behörde für Staatsland                                                                                                | Niwa Hyōsuke      | LDP    | Miki     |

Anmerkung: Der Parteivorsitzende und Premierminister gehört während seiner Amtszeit offiziell keiner Faktion an.